# Capparis thorelii
Capparis thorelii är en kaprisväxtart som beskrevs av François Gagnepain. Capparis thorelii ingår i släktet Capparis och familjen kaprisväxter. Inga underarter finns listade i Catalogue of Life.